# Női kajak négyes 500 méter a 2005. évi nyári európai ifjúsági olimpiai fesztiválon
A 2005. évi nyári európai ifjúsági olimpiai fesztiválon a női kajak négyes 500 méteres futamot július 7.-én rendezték San Giorgio di Nogaróban.

## Döntő
| H     | P  | Nemzet | Idő      | Mj |
| ----- | -- | --- | -------- | -- |
| Arany | 5. | Oroszország                                                                                               | 01:50,13 |    |
| Arany | 5. | Julia Kachalova Elena Kozlova Ekaterina Popivnenko Ekaterina Pochtovaya                                   | 01:50,13 |    |
| Ezüst | 3. | Szerbia és Montenegró                                                                                     | 01:54,64 |    |
| Ezüst | 3. | Marija Matejin Ivana Hajosevic Nikolina Moldovan Vesna Hajosevic                                          | 01:54,64 |    |
| Bronz | 2. | Dánia | 01:56,13 |    |
| Bronz | 2. | Emma Riber Broberg Christina Maria Christensen Rikke Højer Møller Larsen Maria Annemone Kongstad Pedersen | 01:56,13 |    |
| 4.    | 4. | Finnország                                                                                                | 01:58,26 |    |
| 4.    | 4. | Tuisku Jarva Nina Itkonen Lynn Bäckström Kia Taegen                                                       | 01:58,26 |    |